# Subir a por aire
Subir a por aire (en inglés Coming Up for Air) es la obra intermedia escrita por George Orwell en 1939, posterior a Homenaje a Cataluña (1938) y anterior a Rebelión en la granja (1945) y 1984 (1949).

## Contenido
El protagonista de la obra es George Bowling, un agente de seguros de mediana edad que vive en una típica casa inglesa de las afueras con su mujer y sus dos hijos. Un día, al estrenar su nueva dentadura postiza, siente la necesidad de «subir a por aire», referencia metafórica en alusión a su situación vital presente y la necesidad consecuente de solventar la rutina tiránica ejercida por el tiempo petrificante. Con diecisiete libras que ha ganado en una carrera, su tabla de salvación, decide remontar el sosegado transcurrir de su historia regresando a su infancia, concretamente decide volver a Lower Binfield, el pueblo donde creció, y el estanque donde solía pescar carpas treinta años atrás. Dejando de lado a su familia, encamina su existencia hacia el recuerdo idealizado plasmado en su memoria, mas, como es de esperar, se reencontrará con el efecto producido por la Realidad en los fantasmas del recuerdo y la esperanza. El estanque ha desaparecido, el pueblo se ha vuelto irreconocible y el principal acontecimiento de sus vacaciones es un bombardeo accidental de las fuerzas de la RAF, que preludia el estallido de la Segunda Guerra Mundial. 
A través del relato de las andanzas del protagonista, cómico y corrosivo a la vez, Orwell traza una nostálgica visión de las costumbres inglesas desde 1893 -año del nacimiento de Bowling- hasta 1938, cuando ya se cernía el espectro devastador de la Segunda Guerra Mundial.